# Tinamus osgoodi
Il tinamo nero (Tinamus osgoodi Conover, 1949) è un uccello della famiglia dei Tinamidi, diffuso in Sud America.

## Caratteristiche
Il tinamo è alto circa 40-46 centimetri con le femmine leggermente più grandi dei maschi. Ogni parte del corpo è di colore nero tranne la pancia di colore marrone e la porzione sottocoda rossastro. Ha una voce lamentosa con un fischio tremulo che dura circa un secondo.

## Distribuzione e habitat
Si trova nelle zone pedemontane della foresta umida andina di Perù, Bolivia, Ecuador e Colombia, tra i 1500 e i 2000 metri di altitudine.

## Sistematica
Sono state descritte due sottospecie:
- Tinamus osgoodi osgoodi Conover, 1949 si può trovare nelle aree attorno a Cuzco (Perù sud-orientale), tra i 600 e i 1400 metri di altitudine. Una popolazione piuttosto numerosa è presente nel Parco nazionale di Manu.
- Tinamus osgoodi hershkovitzi Blake, 1953 -localizzata nella zona di San José de Fragua sul versante occidentale delle Ande, a Huila e nella zona di Antiochia, in Colombia, tra i 1400 e i 2100 metri di altitudine

## Conservazione
La IUCN Red List classifica T. osgoodi come specie vulnerabile.
La specie è minacciata dalla continua deforestazione provocata dall'espansione umana alla ricerca di nuovi territori da coltivare , dalla creazione di nuove strade e per le esplorazioni alla ricerca di petrolio in Perù. Viene inoltre cacciato per nutrimento.
La specie è protetta nall'interno del Parco nazionale di Manu in Perù e nella Cueva de los Guácharos in Colombia, nella regione di Huila.